# Notophthiracarus fecundus
Notophthiracarus fecundus är en kvalsterart som beskrevs av Wojciech Niedbała 2000. Notophthiracarus fecundus ingår i släktet Notophthiracarus och familjen Phthiracaridae. Inga underarter finns listade i Catalogue of Life.